# Shadia Bseiso
Shadia Bseiso (en árabe: شادية بسيسو‎) (Amán, 20 de junio de 1986) es una presentadora de televisión jordana y deportista profesional de lucha libre y jiu-jitsu. En octubre de 2017 se convirtió en la primera mujer de Oriente Medio en firmar un contrato con la WWE, la mayor compañía de lucha libre a nivel mundial.

## Biografía
Bseiso nació el 20 de junio de 1986 en Amán, Jordania. Estudió en Líbano y tiene una licenciatura en administración de empresas de la Universidad Americana de Beirut. Empezó su carrera como presentadora de televisión y voz en off para una empresa de comunicación con sede en Dubái. Su hermana Arifa Bseiso es campeona de boxeo en Jordania.
Bseiso compitió en el Campeonato Profesional Mundial de Abu Dhabi en 2014, donde consiguió la medalla de plata  en su categoría de peso y la medalla de bronce en el campeonato general.
Bseiso también es cinturón azul de jiu-jitsu brasileño y practica CrossFit. En febrero de 2017 participó en una sesión de prueba de la WWE en Dubái a la que solo se accedía con invitación junto con otros 40 participantes de ambos sexos provenientes de Oriente Medio e India. En octubre de ese mismo año fue aceptada y firmó un contrato con la WWE, convirtiéndose así en la primera mujer luchadora de Oriente Medio.
Besiso, fue liberada de la WWE después de no haber hecho nada el 24 de abril de 2019 hasta el momento, no ha luchado por otra empresa.